# Lubomscy herbu Pomian

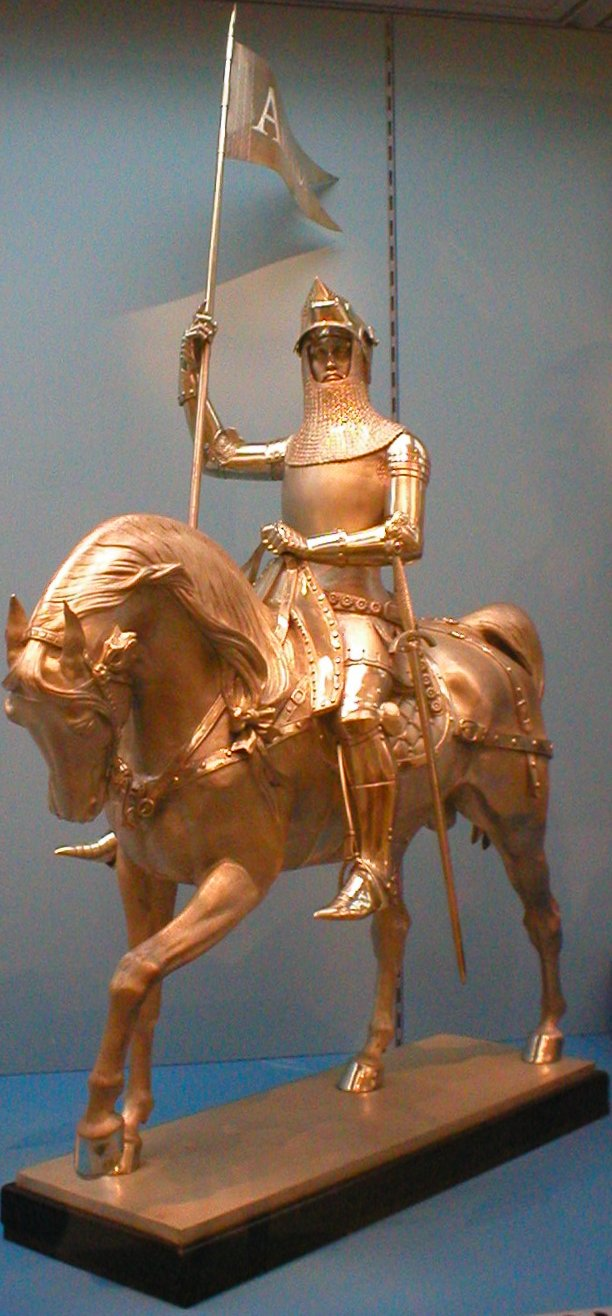
Wizerunek XIV-wiecznego rycerza

Herb Lubomskich

Lubomscy – szlachecki ród pieczętujący się herbem Pomian, zamieszkujący dawniej w ziemi chełmińskiej.
Istnieją trzy poglądy dotyczące pochodzenia rodu, dwie prawdopodobne i trzecia mniej wiarygodna.
- Teoria pierwsza: Protoplasta rodu jako ministeriał przybył do ziemi chełmińskiej z jednego z baliwatów zakonu krzyżackiego w czasach kiedy budował on swoją pozycję nad brzegami Wisły. Od tego to rycerza mógł rozwinąć się ród.
- Teoria druga: Lubomscy z początku byli miejscową słowiańską rodziną, a szlachectwo pozyskali prawdopodobnie w czasach Wielkiego Powstania Pruskiego. Wtedy to zakon krzyżacki w obliczu swego trudnego położenia, promował szlachectwem bogatych kmieci w zamian za służbę wojenną.

Chorągiew ziemi chełmińskiej

- Teoria trzecia mówi, że Lubomscy wywodzą się od Pomezanów, którzy zostali przez Zakon osadzeni na prawie rycerskim w ziemi chełmińskiej. Teoria jest mniej wiarygodna bowiem włości Lubomskich leżały w środkowo-południowej części bardzo zeslawizowanej ziemi chełmińskiej. Pierwsza wzmianka o rodzinie, pochodzi z XV wieku, wtedy to nazwisko brzmi słowiańsko, a czas w jakim je wzmiankowano jest ponad 100 lat późniejszy od czasów, kiedy zakon promował lojalnych Prusów nadawaniem im lenn na prawie rycerskim. Wniosek jest taki, że albo czas zatarł bałtyckie brzmienie nazwiska, albo Lubomscy nigdy nie byli Bałtami.

Współcześnie potomkowie rodu rozproszeni są na ziemi chełmińskiej i Kujawach, na ziemi legnickiej, w Wielkopolsce.